# Ruaidrí mac Fáeláin
Pour les articles homonymes, voir Mac Fáeláin.
Ruaidrí mac Fáeláin (mort en 785) est roi de Leinster du sept Uí Fáeláin issu des Uí Dúnlainge une lignée des Laigin. Il est le fils de Fáelán mac Murchado (mort en 738), un précédent souverain. La résidence royale de son sept se trouvait à Naas dans la partie est de la plaine de la Liffey: « Airthir Liphi ». Il règne de 776 à 785.

## Règne
Les Hommes de Leinster s'étaient soumis en 770 à l'autorité de l'Ard ri Erenn Donnchad Midi mac Domnaill (mort en 797) du Clan Cholmáin. En 777 une armée de Laigin est conduite par Donnchad dans une guerre contre le Síl nÁedo Sláine de Brega.
En 780 Donnchad fait de nouveau campagne contre le Leinster. Ruaidrí et le roi des Uí Cheinnselaigh du sud, Cairpre mac Laidcnén, sont défaits lors de la bataille de Óchtar Ocha (à Kilcock, près de Kildare). Donnchad les poursuit avec ses partisans, et dévaste et brûle leurs domaines et leurs églises. Les Annales d'Ulster notent cet événement : «  De Grandes armées... font couler des flots de sang; une entreprise de Life dans le bouleversement d'Óchtar Ocha. » La même année une rencontre lors d'un synode des Uí Néill et des Laigin se tient à Tara et la paix est rétablie. Cette campagne de Donnchad semble avoir été destiné à soutenir son gendre  Bran Ardchenn mac Muiredaig (mort en 795), un rival de Ruaidrí. L'année suivante en 781, une guerre éclate à la frontière du Síl nÁedo Sláine de Brega. Lors de la bataille de Rig le roi des Uí Garrchon, Cú Chongalt, est tué.
En 782 éclate une guerre entre Ruaidrí et son rival Bran du sept Uí Muiredaig. Bran est vaincu et capturé lors de la bataille de Curragh (près de Kildare). Les alliés de Brans, Mugrón mac Flainn, roi des Uí Fhailgi, et Dub dá Crích fils de Laidcnén des Uí Cheinnselaigh sont tués.

## Postérité
Parmi ses fils Muiredach mac Ruadrach (mort en 829), devient roi de Leinster; et Diarmait (mort en 832), roi d'Airthir Liphi et anc^tre des rois Uí Fáeláin postérieurs